# Molenwerf (Amsterdam)

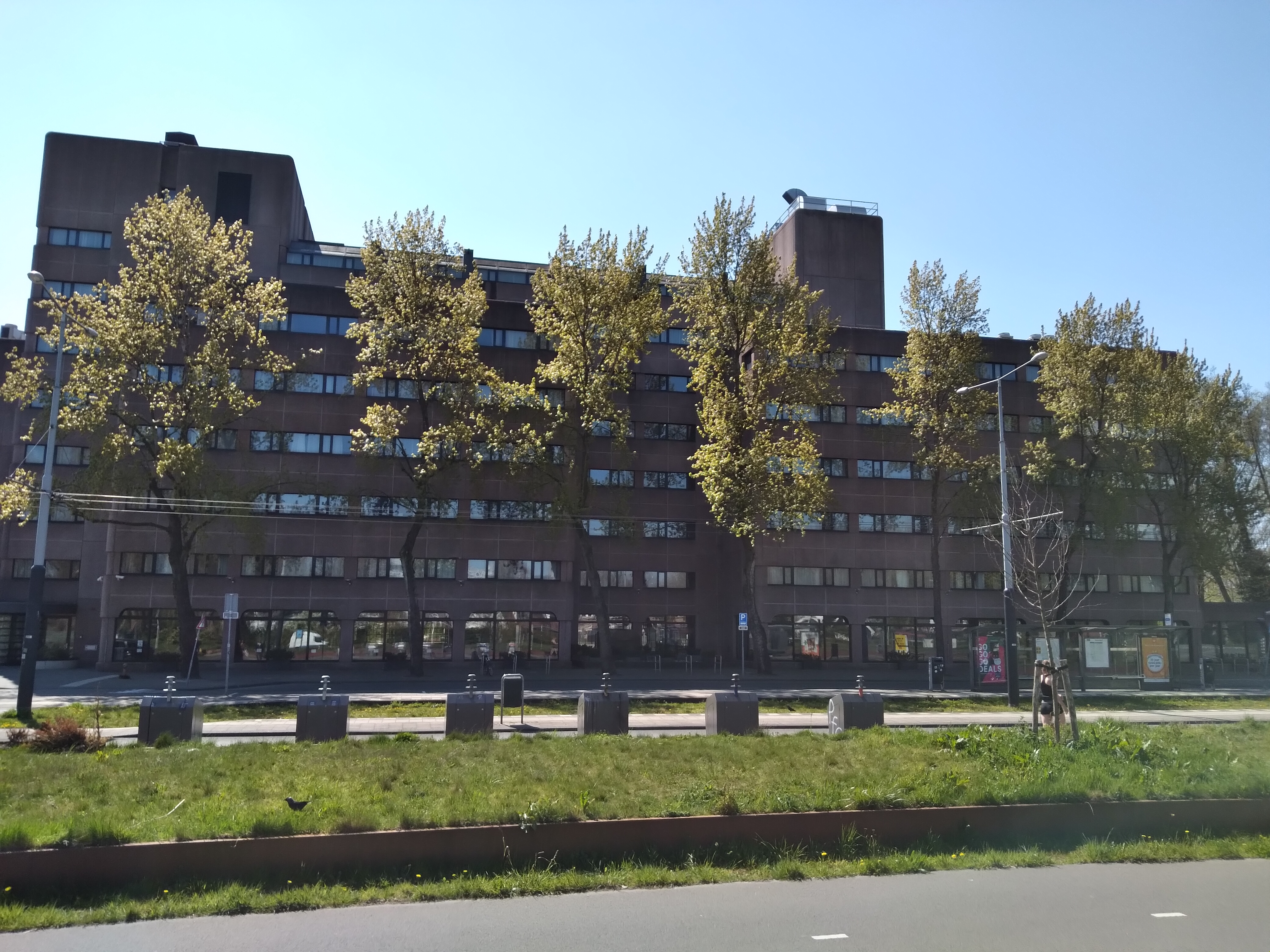
Molenwerf 1; Rode Olifant (april 2021)

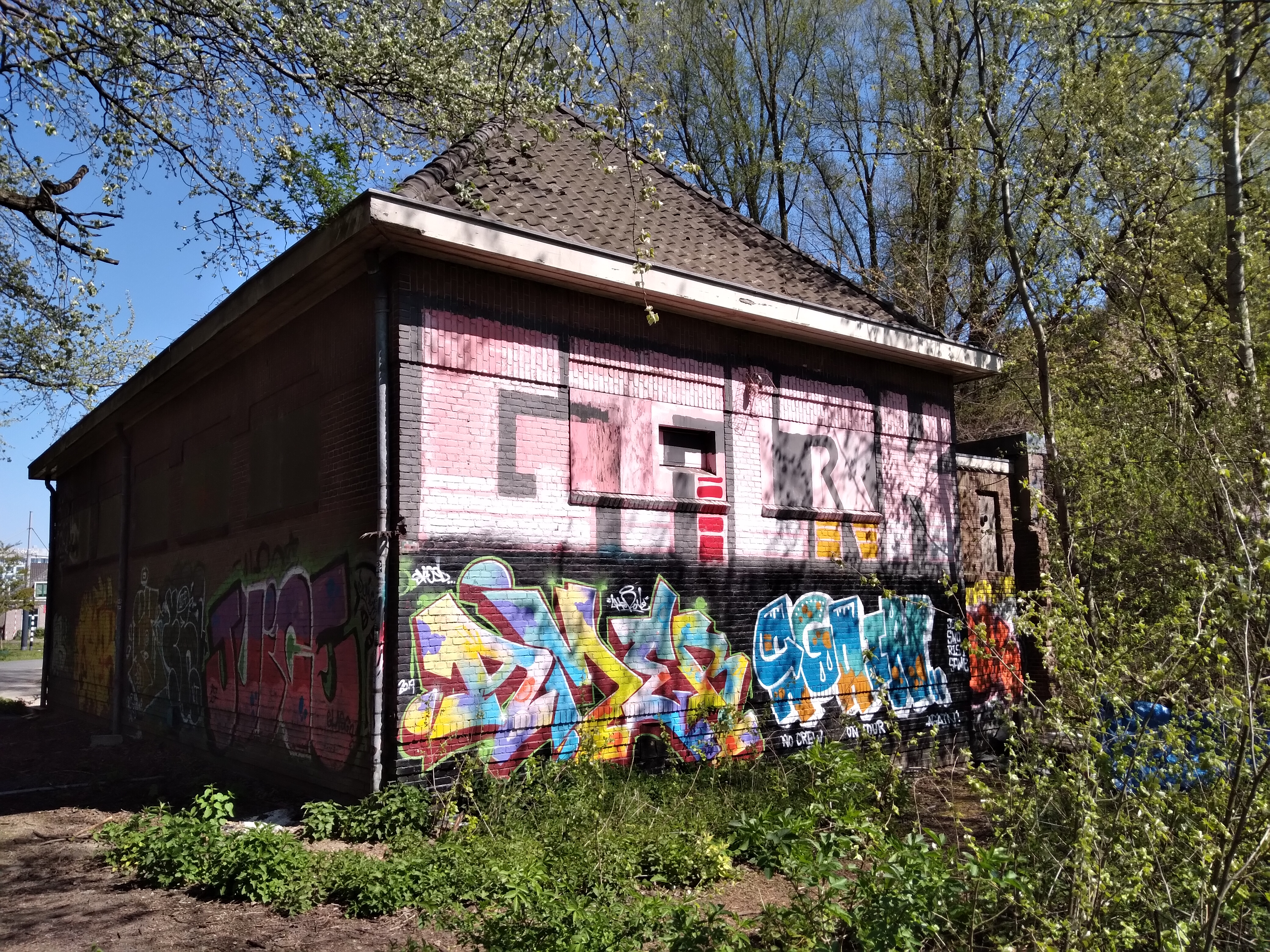
Molenwerf 13, Nits (april 2013)

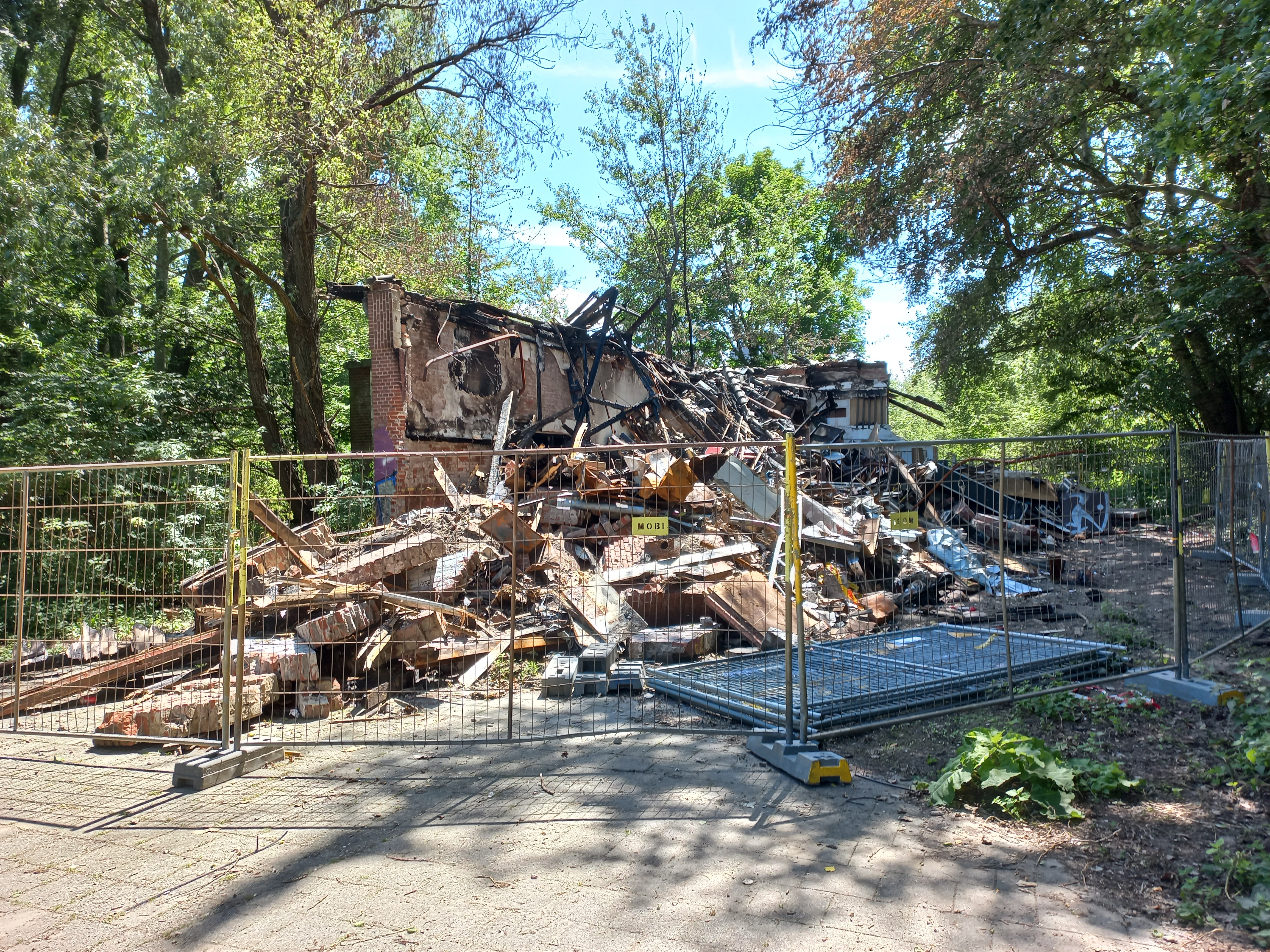
Molenwerf 13, Nits (juni 2022)

Molenwerf is een plein in Amsterdam-West.

## Ligging
Molenwerf verzorgt vanaf 1955/1956 met de komst van de Zoutmanbrug over de Haarlemmertrekvaart de verbinding tussen de Admiraal de Ruijterweg en de Velserweg. Het pad langs de Haarlemmertrekvaart tot aan de Bos en Lommerweg heette in de beginjaren ook Molenwerf, later ingekort tot tegenover de Doggersbankstraat. Molenwerf wordt aan de westzijde begrensd door de Arlandabrug in de Rijksweg 10 (Einsteinweg).

## Geschiedenis
In de eeuwen daarvoor lag hier het industriegebiedje van het dorp Sloterdijk dat tot 1921 behoorde bij de gemeente Sloten. Het gebied kreeg te maken met de almaar oprukkende stad gemeente Amsterdam, waarbij op de noordoever van de Haarlemmertrekvaart een industriegebied ontstond dat vanuit Amsterdam-Centrum ook Sloterdijk naderde. Zo kwam hier in 1930 de Coca-Colafabriek Sloterdijk, al eerder was Linmij hier gevestigd. De verbinding tussen Amsterdam en Sloterdijk werd al eeuwenlang verzorgd door een allerlei bruggen en bruggetjes met als laatste de brug 33 uit 1921, die een rechtstreekse verbinding verzorgde tussen de Admiraal de Ruijterweg en de Velserweg.
Het industrieterreintje werd ook door Sloterdijk zelf ook voor andere doeleinden zo stond er al een school van rond 1900 (Sloterdijkschool en Dr. M.B. van ‘t Veerschool), die toen het adres B71 had.
Midden jaren vijftig van de 20e eeuw verandert de situatie drastisch. Amsterdam groeide in die jaren enorm en bouwde het hele gebied tussen de Admiraal de Ruijterweg en Ringvaart Haarlemmermeer in rap tempo vol als gevolg van het Algemeen Uitbreidingsplan van Cor van Eesteren; er werd gebouwd aan Amsterdam Nieuw-West. Dit betekende ook dat het industriegebied langs de trekvaart opnieuw werd ingericht. Voor deze plek betekende het de sloop van de oude dorpsbebouwing en het industrieterrein en de bouw van station Amsterdam Sloterdijk aan de Spoorlijn Amsterdam - Haarlem. Ook de eerder genoemd Zoutmanbrug werd opgeleverd. 
Ten zuiden van het station en ten noorden van de school werd een stationsplein aangelegd, dat de naam Molenwerf kreeg. Molenwerf kreeg officieel haar naam op 14 november 1956. Het werd daarbij vernoemd naar het erf/werf rondom de industriemolen, die hier stond tussen de Haarlemmertrekvaart en het dorp Sloterdijk. Het was in wezen een al eeuwen gebruikte naam die officieel werd. Die molen is namelijk al lang geleden gesloopt, maar wel door diverse kunstenaars vastgelegd, onder andere door Abraham Rademaker. Molenwerf zou dé verbinding moeten gaan leggen met een snelweg naar Velsen, die echter nooit gerealiseerd zou worden. Wel werd het een onderdeel in de doorgaande weg in de route Noordzeeweg richting Velsen, die regelmatig verstoord werd door een gesloten overweg in de druk bereden spoorlijn Amsterdam-Haarlem.
In de periode juni 1983 tot juni 1985 heette het Station Sloterdijk Zuid ter onderscheiding met Station Sloterdijk Noord dat in 1983 voor de Zaanlijn werd geopend. Na omlegging van de Haarlemlijn naar het nieuwe station verdween het oude station na amper dertig jaar. Er ontstond een kale vlakte ten zuiden van de oude dorpskern van Sloterdijk met haar Petruskerk. Standplaatsen voor bussen en trams verhuisden met het treinstation mee.
In 2015 vond een opnieuw een herinrichting plaats, waarbij onder andere de tramsporen zijn verlegd naar de zuidzijde, een nieuwe halte werd in april 2016 in gebruik genomen. Het noordelijk deel van het plein werd heringericht tot een parkachtig terrein met een doorgaande voet- en fietsroute (Brettenpad).

## Gebouwen
Van het moment dat Amsterdam hier kwam verdween bijna alle bebouwing in de loop der jaren. In 2021 staan er slechts vier gebouwen aan Molenwerf:
- Molenwerf 1; dit kantoorgebouw werd rond 1980 gebouwd op de plaats van de inmiddels gesloopte school. Het werd een van de kantoren van Reed Elsevier. Deze uitgeverij vertrok in de eerste jaren van de 21e eeuw en het kwam jaren leeg te staan. In 2010 werd het door de Amsterdamse wethouder Maarten van Poelgeest (GroenLinks) gebruikt als teken van een falend beleid om leegstaande kantoren een herbestemming te geven; hij hing de banier “te kraak” op.[1]  Bewoning zat er op deze plek niet in vanwege de drukke verkeersroute. Het gebouw werd daarop in gebruik genomen door XO Hotels; het gebouw doet voor de omgeving kolossaal aan, en vanwege haar rode kleur en afgeronde hoeken kreeg het de bijnaam Rode Olifant;
- Molenwerf 13: dit was een curieus gebouwtje; het was het gymnastieklokaal van de Sloterdijkschool, dat bleef staan als afzonderlijk gebouw. Het was sinds 1981 in gebruik als repeteerplaats en geluidsstudio De Werf van Nits. Het is op 16 mei 2022 afgebrand.[2]
- Molenwerf 10; een kantoorgebouw uit 1997 ontworpen door KOW Architecten, bekend als PFV-kantoorgebouw in de overgang van industriegebied naar kantorenpark; rond 2014 omgebouwd tot woongebouw Westerhoek waarbij 22.000 m² aan kantooroppervlak omgebouwd werd tot 185 woningen[3] De verbouwing dong mee naar de Zuiderkerkprijs 2014, maar won niet.
- Molenwerf 12-18: op de plaats van de industriële wasserij van Linmij kwam in 1992 eveneens een kantoorpark in de overgang vanuit industriegebied; het kreeg de naam Haarlemmerhof. Onder andere is advocatenkantoor Kennedy van der Laan en Cycnific (Klantenservice van KLM) in het gebouw gevestigd.

## Kunst
Op het plein stond op de plaats van de voormalige stationshal sinds 2005 het standbeeld De verdwenen boer van Karel Gomes; bij de herinrichting 2016 werd het verplaatst en staat het in het parkje.

## Openbaar vervoer
De opening van het treinstation in 1956 had tot gevolg dat het stationsplein tevens werd ingericht als standplaats van het GVB. Bus 14 werd verlegd over de nieuwe brug. Tevens kregen bus F en voor drie jaar bus 21 er hun standplaats. Door ruimtegebrek op het plein kreeg bus 40 naar het Westelijk Havengebied vanaf 1961 zijn halte aan de noordzijde van de overweg en sinds 1967 ook bus 42. Sinds 1966 rijdt bus 36 langs het station, sinds 1974 bepaalde diensten van bus 19 ook en sinds 1981 had bus 68 er zijn standplaats.
In 1981/1982 werden er tramsporen aangelegd. Gedurende de werkzaamheden kregen bus 15 en 68 een tijdelijke standplaats in de Nieuwpoortstraat waarbij het Molenwerf echter nog in één richting als halte werd aangedaan. Bus 14 bleef standplaats houden tussen de werkzaamheden. In september 1982 kregen tram 12 en 14 hier hun eindpunt waarbij bus 14 verdween. Hierbij werden de bushaltes binnen de eindlus gelegd. In 1983 werd naast verlegging van bus 36 langs het nieuwe station alleen bus 68 doorgetrokken naar het nieuwe station. Nadat op 3 juni 1985 het station naar de nieuwe locatie was verplaatst en de bussen via de Haarlemmerweg werden verlegd naar het nieuwe station werd de trambaan een maand later via de Arlandaweg, deels over het oude spoorwegtracé, naar het nieuwe stationsplein, het Orlyplein verlengd. In september 1989 verdween lijn 14 en bleef alleen lijn 12 over het plein rijden. De tramhalte verdween rond 1994 en werd vervangen door een halte aan de Kingsfordweg aan de andere zijde van het viaduct. Het inhaalspoor van de voormalige keerlus van de tramlijnen lag er tot 2015 waarna in 2016 de halte aan de zuidkant van het plein terugkeerde maar de halte Kingsfordweg en Haarlemmerweg verdwenen. Op 22 juli 2018 werd tram 12 vervangen door tram 19.

## Afbeeldingen

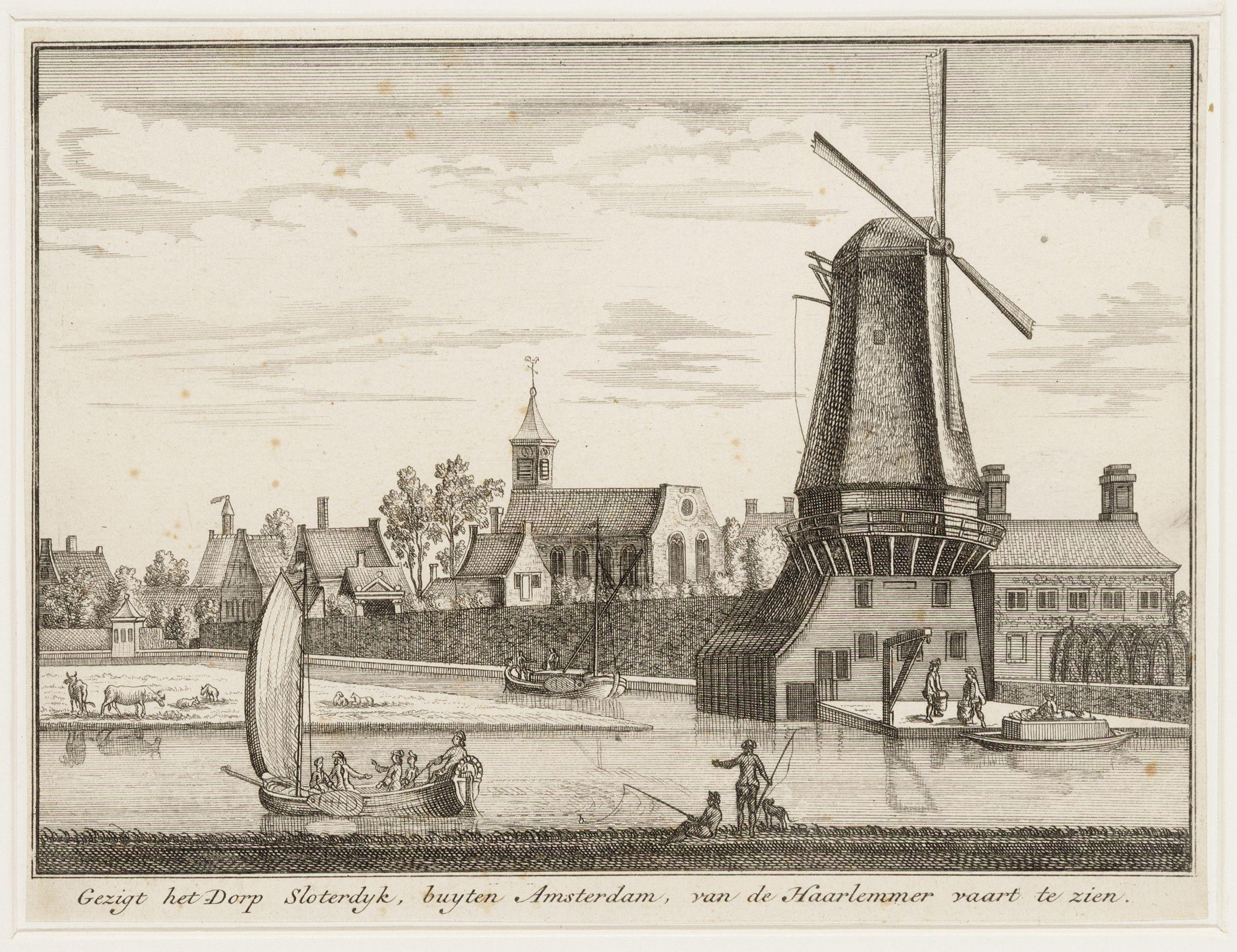
Sloterdijk door Abraham Rademaker (circa 1730)
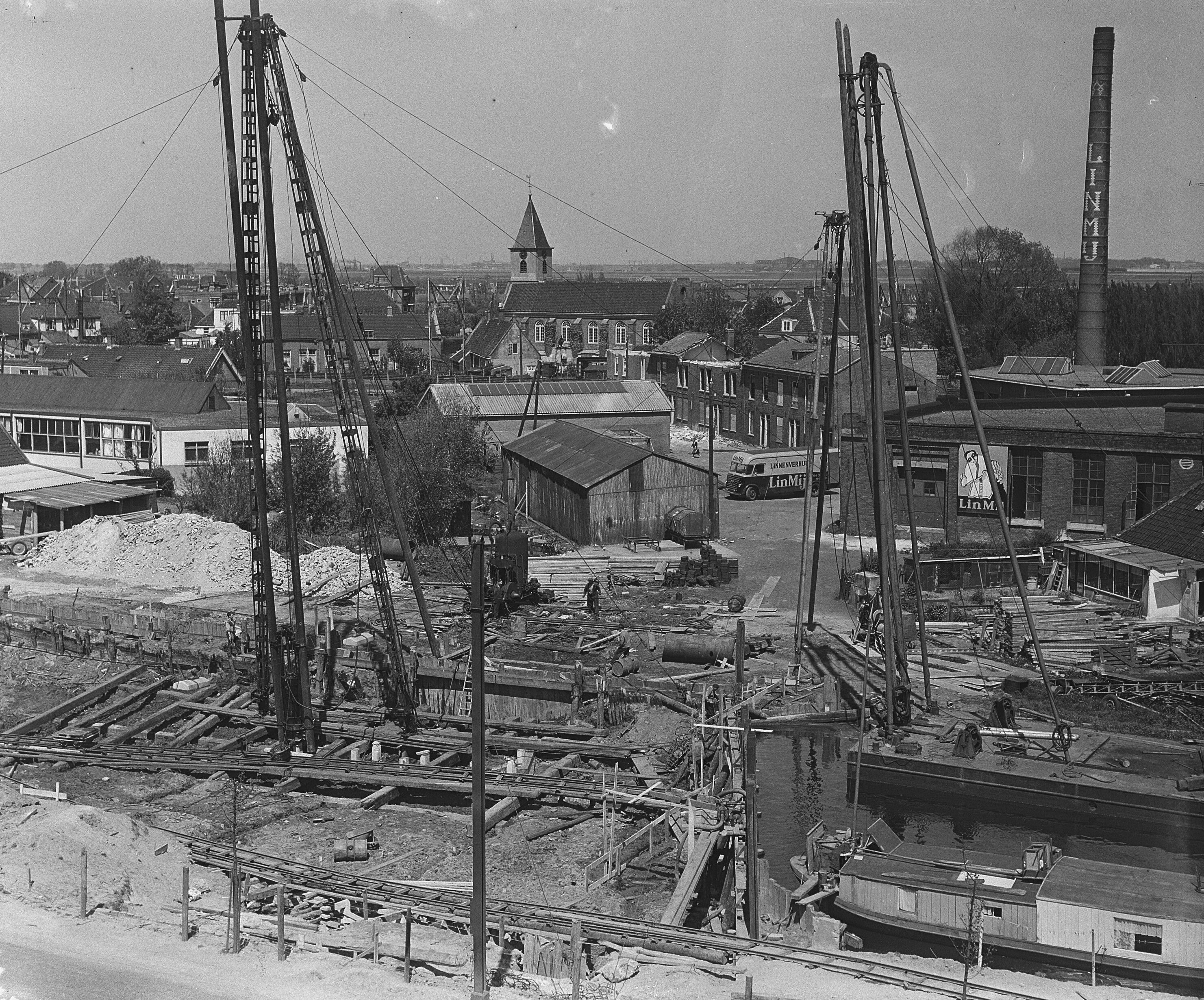
Bouw van Zoutmanbrug voor station Sloterdijk, met erachter de buurt Molenwerf die gesloopt werd voor de aanleg van het stationsplein (1955)
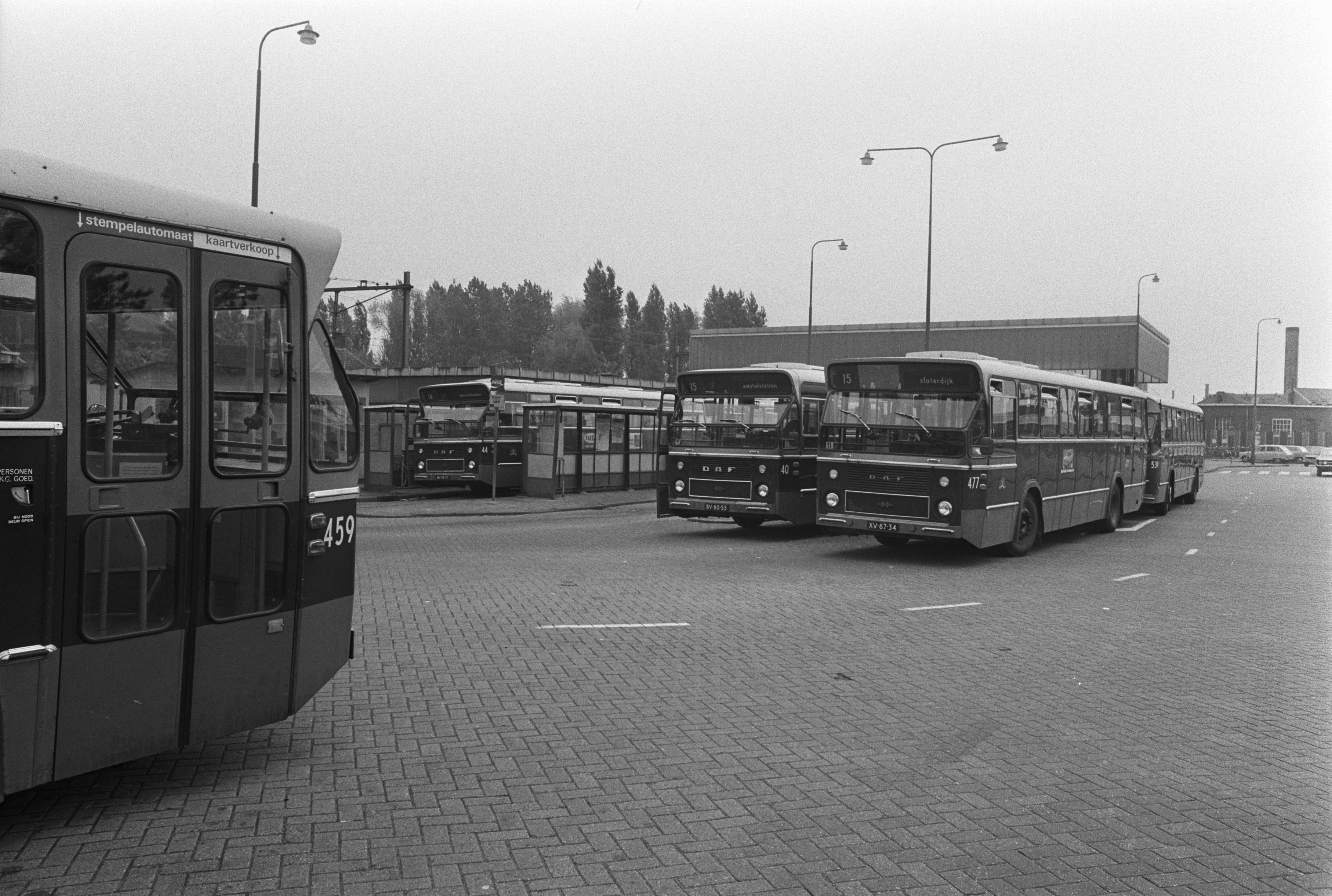
Busstaandplaatsen van lijn 14 en 15 op 3 mei 1974
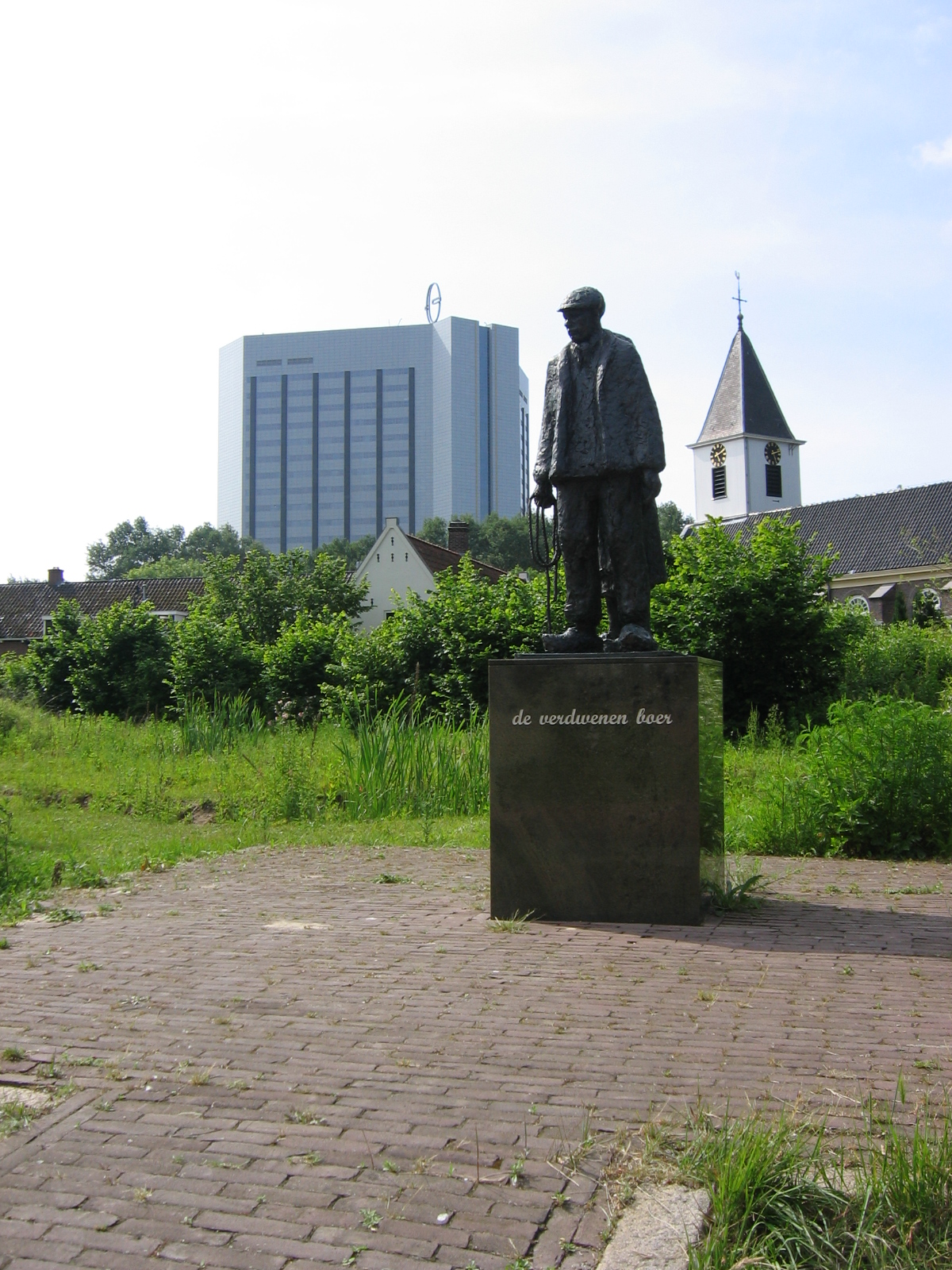
Het beeld ‘de verdwenen boer’ herinnert aan de verdwenen boerenbevolking uit de omgeving van Sloterdijk
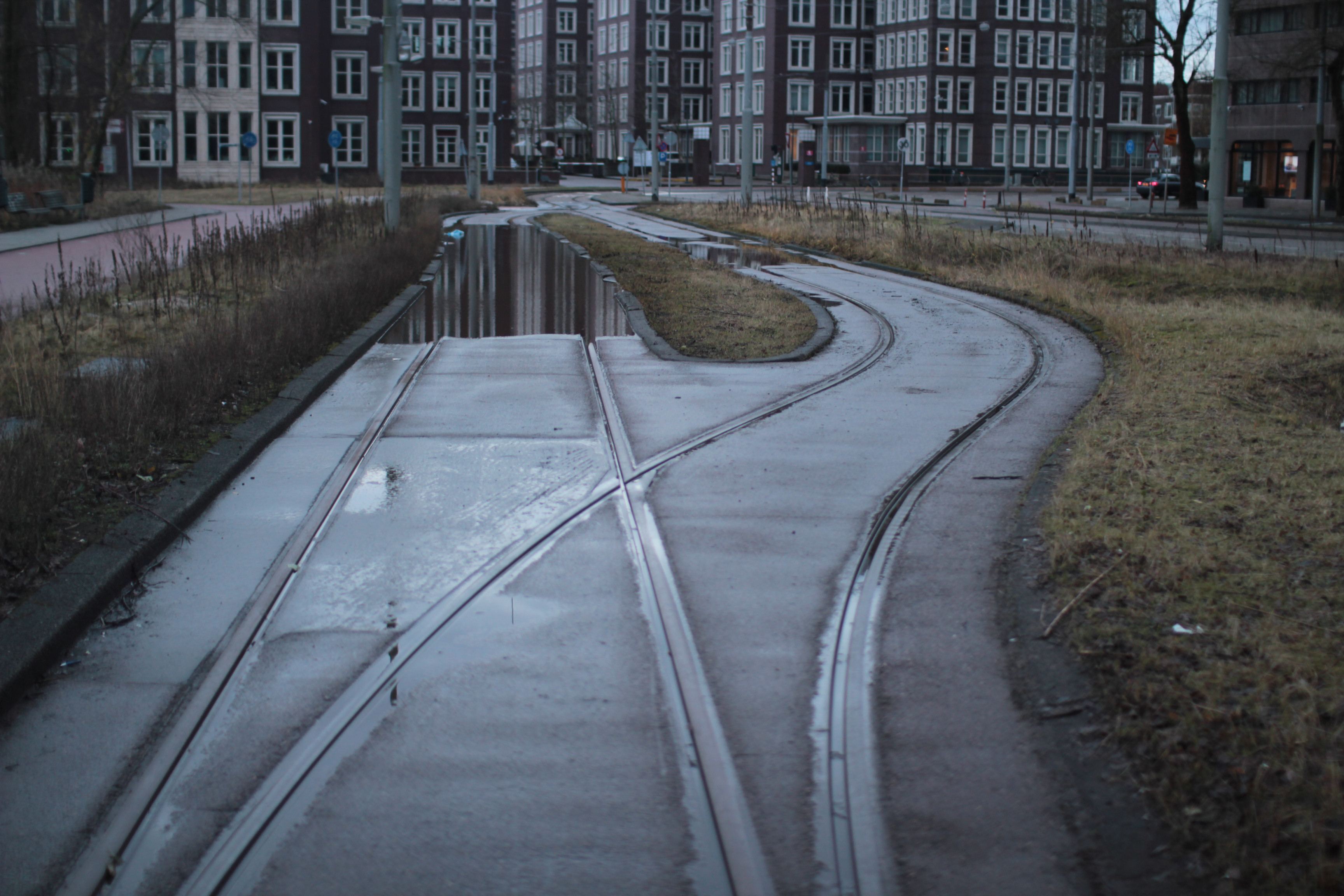
Het inhaaltramspoor, een van de laatste herinneringen aan station Sloterdijk-Zuid, (2012)
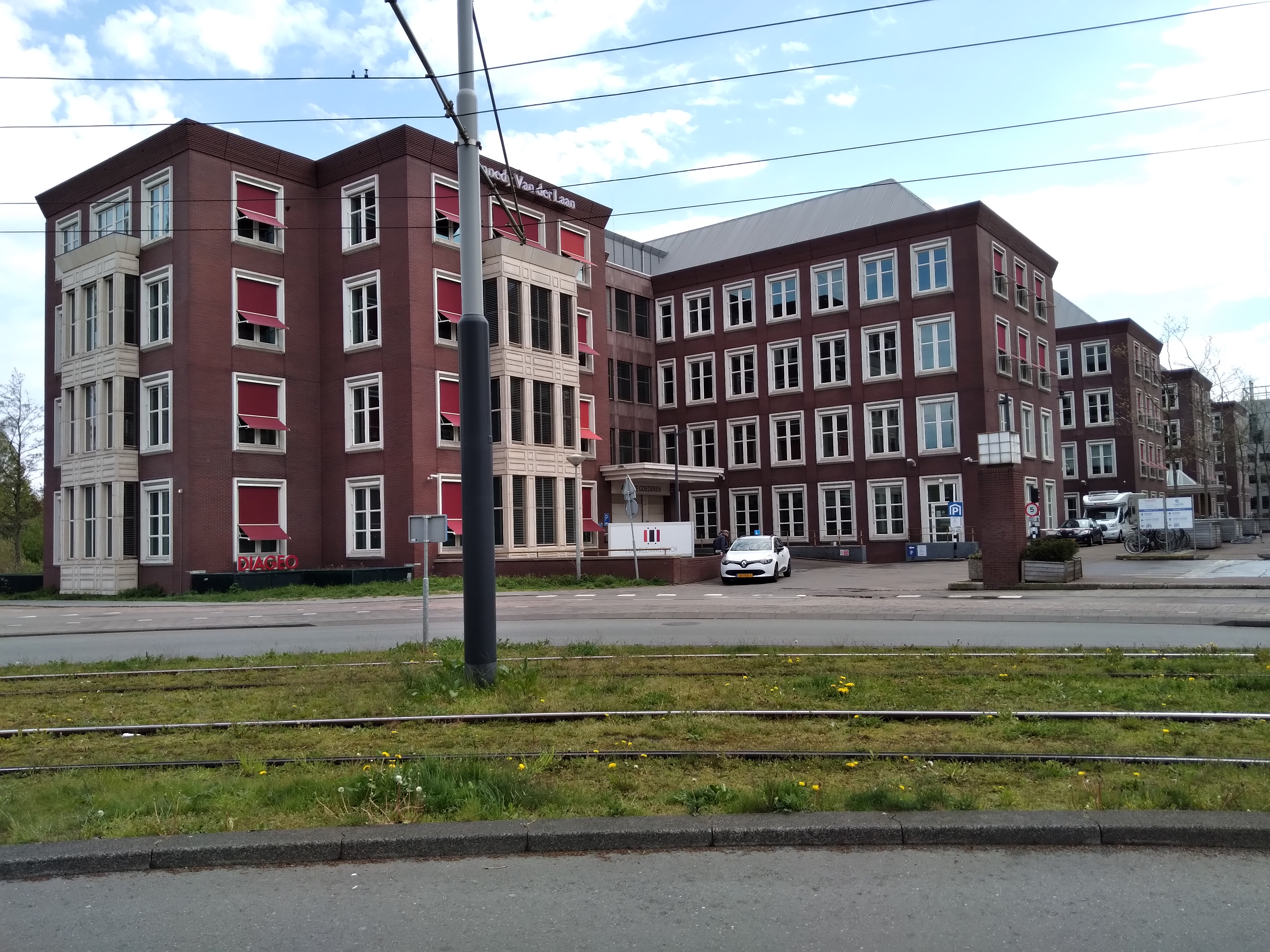
Haarlemmerhof (mei 2021)
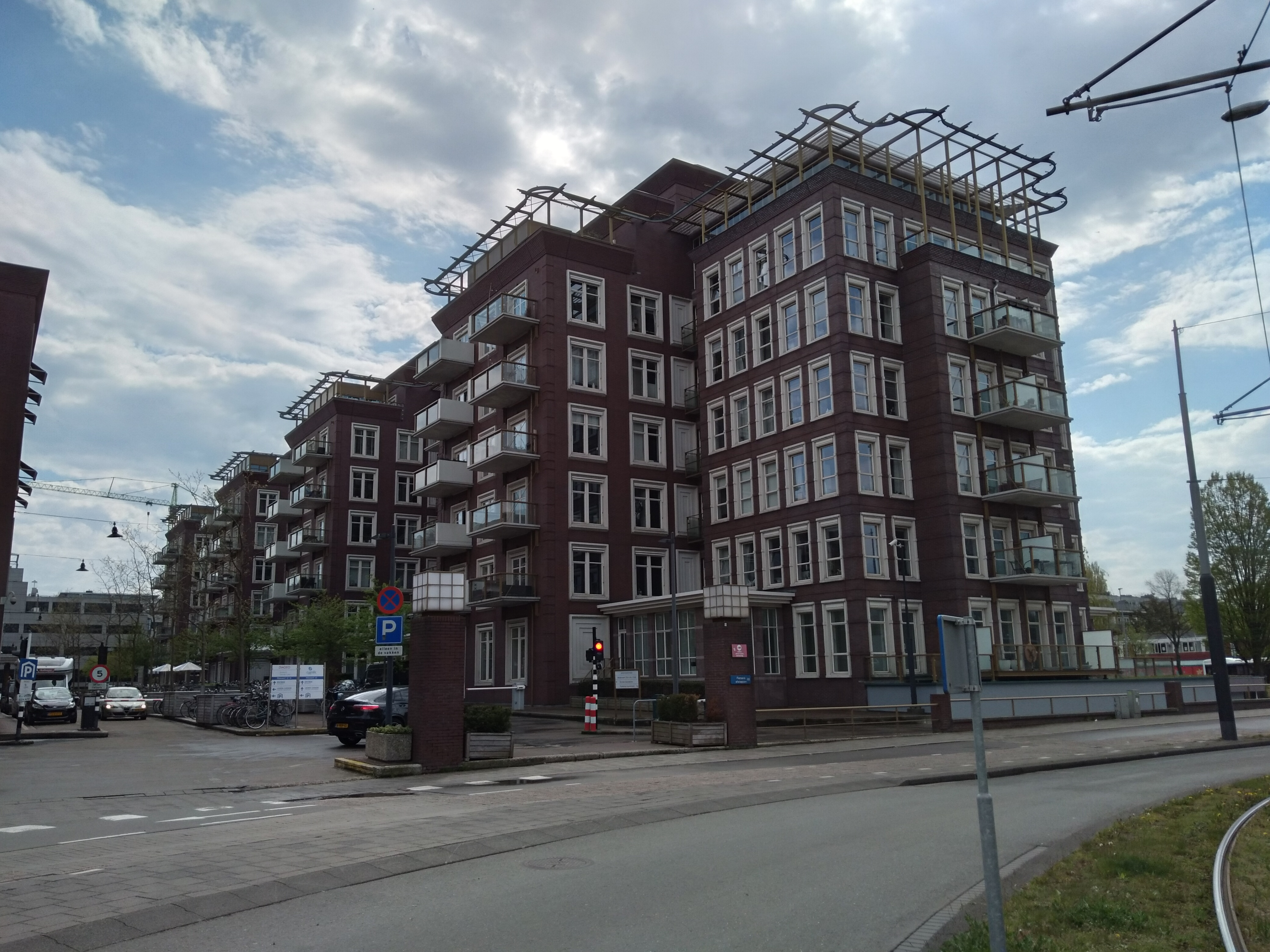
Westerhoek (mei 2021)